# Aborichthys kempi
Aborichthys kempi är en fiskart som beskrevs av Chaudhuri, 1913. Aborichthys kempi ingår i släktet Aborichthys och familjen grönlingsfiskar. IUCN kategoriserar arten globalt som nära hotad. Inga underarter finns listade i Catalogue of Life.